# Lemberg (Mosel·la)
Lemberg és un municipi francès, situat al departament del Mosel·la i a la regió del Gran Est. L'any 2007 tenia 1.533 habitants.

## Demografia

### Població
El 2007 la població de fet de Lemberg era de 1.533 persones. Hi havia 595 famílies, de les quals 165 eren unipersonals (56 homes vivint sols i 109 dones vivint soles), 165 parelles sense fills, 221 parelles amb fills i 44 famílies monoparentals amb fills.
La població ha evolucionat segons el següent gràfic:
Habitants censats

### Habitatges
El 2007 hi havia 680 habitatges, 611 eren l'habitatge principal de la família, 29 eren segones residències i 40 estaven desocupats. 579 eren cases i 97 eren apartaments. Dels 611 habitatges principals, 476 estaven ocupats pels seus propietaris, 110 estaven llogats i ocupats pels llogaters i 25 estaven cedits a títol gratuït; 10 tenien una cambra, 22 en tenien dues, 64 en tenien tres, 128 en tenien quatre i 387 en tenien cinc o més. 525 habitatges disposaven pel capbaix d'una plaça de pàrquing. A 271 habitatges hi havia un automòbil i a 234 n'hi havia dos o més.

### Piràmide de població
La piràmide de població per edats i sexe el 2009 era:
| Homes | Edats   | Dones |
| ----- | ------- | ----- |
| 0     | 95 o +  | 0     |
| 4     | 90 a 94 | 0     |
| 4     | 85 a 89 | 16    |
| 12    | 80 a 84 | 4     |
| 12    | 75 a 79 | 44    |
| 24    | 70 a 74 | 24    |
| 52    | 65 a 69 | 44    |
| 44    | 60 a 64 | 68    |
| 44    | 55 a 59 | 32    |
| 44    | 50 a 54 | 60    |
| 72    | 45 a 49 | 52    |
| 56    | 40 a 44 | 56    |
| 68    | 35 a 39 | 52    |
| 44    | 30 a 34 | 64    |
| 36    | 25 a 29 | 20    |
| 28    | 20 a 24 | 24    |
| 48    | 15 a 19 | 64    |
| 36    | 10 a 14 | 64    |
| 56    | 5 a 9   | 48    |
| 40    | 0 a 4   | 8     |

## Economia
El 2007 la població en edat de treballar era de 994 persones, 682 eren actives i 312 eren inactives. De les 682 persones actives 596 estaven ocupades (354 homes i 242 dones) i 85 estaven aturades (42 homes i 43 dones). De les 312 persones inactives 89 estaven jubilades, 83 estaven estudiant i 140 estaven classificades com a «altres inactius».

### Ingressos
El 2009 a Lemberg hi havia 614 unitats fiscals que integraven 1.485 persones, la mediana anual d'ingressos fiscals per persona era de 17.133 €.

### Activitats econòmiques
Dels 56 establiments que hi havia el 2007, 2 eren d'empreses alimentàries, 11 d'empreses de fabricació d'altres productes industrials, 8 d'empreses de construcció, 14 d'empreses de comerç i reparació d'automòbils, 6 d'empreses de transport, 2 d'empreses d'hostatgeria i restauració, 1 d'una empresa financera, 3 d'empreses de serveis, 6 d'entitats de l'administració pública i 3 d'empreses classificades com a «altres activitats de serveis».
Dels 17 establiments de servei als particulars que hi havia el 2009, 1 era una gendarmeria, 1 oficina de correu, 1 una oficina bancària, 1 funerària, 3 tallers de reparació d'automòbils i de material agrícola, 4 fusteries, 1 lampisteria, 1 electricista, 2 perruqueries i 2 restaurants.
Dels 5 establiments comercials que hi havia el 2009, 2 eren supermercats, 1 una botiga de menys de 120 m², 1 una peixateria i 1 una botiga de roba.
L'any 2000 a Lemberg hi havia 11 explotacions agrícoles.

## Equipaments sanitaris i escolars
L'únic equipament sanitari que hi havia el 2009 era una farmàcia.
El 2009 hi havia 1 escola maternal i 1 escola elemental. Lemberg disposava d'un col·legi d'educació secundària amb 394 alumnes.

## Poblacions més properes
El següent diagrama mostra les poblacions més properes.